# Haus Bahnbetriebswagenwerk 1 (Böckingen)

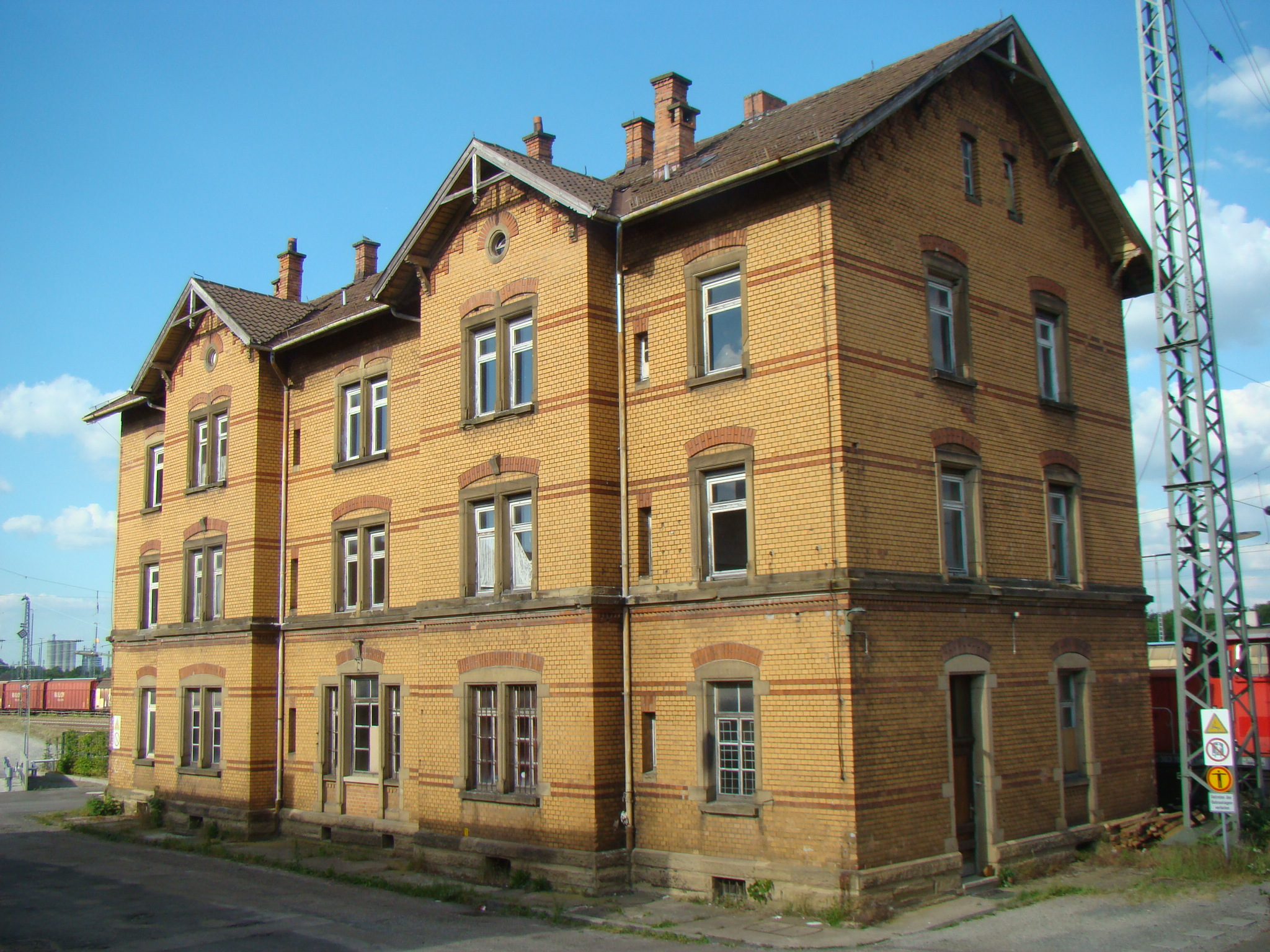
Wohnhaus am Bahnbetriebswerk in Heilbronn-Böckingen

Das Haus Bahnbetriebswagenwerk 1 im Heilbronner Stadtteil Böckingen ist ein um 1900 für Bahnbedienstete errichtetes Wohnhaus. Es steht als Kulturdenkmal unter Denkmalschutz.
Das Mehrfamilienhaus auf dem Gelände des Heilbronner Güterbahnhofs wurde für Bedienstete der Königlich Württembergischen Staats-Eisenbahnen errichtet. Es ist ein dreistöckiger Bau aus unverputzten, farbig kontrastierenden Ziegeln und einer durch ein horizontales Gesimsband und die farbigen Ziegellagen symmetrisch gegliederten Fassade. Über den Fenstern spannen sich Segmentbögen, zwei Risalite weisen jeweils einen Zwerchgiebel mit geschnitztem Freigespärre als oberen Abschluss auf.